# Karl Kriebel
Karl Kriebel (1888-1961) est un général allemand de la Seconde Guerre mondiale. Il fut l'un des premiers à recevoir la Croix de chevalier de la Croix de fer, en juillet 1940.

## Biographie
Karl Kriebel naît le 26 février 1888, à Metz, une ville de garnison animée d'Alsace-Lorraine. Avec sa ceinture fortifiée, Metz est alors la première place forte du Reich allemand, constituant une pépinière d'officiers supérieurs et généraux. Comme son compatriote Hans von Salmuth, le jeune Karl se tourne naturellement vers le métier des armes. Il commence sa formation militaire en 1907, dans l’armée royale de Bavière. Kriebel est affecté au 1er régiment d'infanterie royal bavarois (de). Après l’école militaire de Munich, Karl Kriebe est promu Leutnant, sous-lieutenant, en mai 1909.

### Première Guerre mondiale
Au début de la Première Guerre mondiale, le sous-lieutenant Kriebel part sur le front comme Regimentsadjutant, adjudant-major du régiment. Là, il est grièvement blessé après quelques jours de combat. En novembre 1914, Kriebel est déjà de retour dans son régiment. Le 19 mai 1915, il est promu Oberleutnant, lieutenant. À partir de l’automne 1917, le lieutenant Kriebel connaît plusieurs affectations. Le 22 mars 1918, Kriebel est promu Hauptmann, capitaine. Durant la guerre, Karl Kriebel a reçu plusieurs médailles, dont les croix de fer 1re et 2e classes.

### Entre-deux-Guerres
Après guerre, Karl Kriebel reste dans la Reichswehr, la nouvelle armée allemande aux effectifs réduits. Affecté d'abord au 19e régiment (bavarois) d'infanterie (de), il est affecté à l'état-major de la 7e Division de la Reichswehr en 1922. En 1924, Kriebel est affecté à la 2e division de cavalerie à Breslau. Il est affecté au 3e Reiter-Regiment à Rathenow, en 1928. Il y est promu Major, commandant, en juillet 1929. Après un passage au Gruppenkommando 1 de Berlin, Kriebel est affecté à l'état-major de la 4e Division de la Reichswehr. Promu Oberstleutnant, lieutenant-colonel, en octobre 1933, Karl Kriebel est nommé à la tête du 1er bataillon du 19e Infanterie-Regiment l'année suivante. Le 1er septembre 1935, Kriebel est promu Oberst, colonel, avant d'être nommé à l'inspection des écoles militaires. En mars 1938, il est nommé commandant de l'école de guerre de Dresde. À ce poste, le colonel Kriebel est promu Generalmajor, général de brigade, le 1er avril 1939.

### Seconde Guerre mondiale
En août 1939, Karl Kriebel est nommé Kommandeur  de la 56e Infanterie-Division. Après la campagne de Pologne, le général Kriebel repasse sur le front de l'Ouest.  Le 4 juillet 1940, il reçoit la Ritterkreuz des Eisernen Kreuzes, la croix de chevalier de la Croix de fer, pour son action au combat. Le 1er août 1940, Kriebel est promu Generalleutnant, général de division. Avec la 46e Division d’infanterie, le général Kriebel est envoyé dans les Balkans. Après différentes affectations, Kriebel est nommé inspecteur du recrutement à Nuremberg. Le 1er avril 1943, Karl Kriebel est promu au grade de General der Infanterie, général de corps d'armée, et nommé commandant adjoint du Commandement général du VIIe Armeekorps à Munich. Plus tard, Kriebel est aussi nommé gouverneur du Wehrkreis VII, la 7e région militaire du Reich. Après l’attentat du 20 juillet 1944, Kriebel fait partie, en août 1944 de la cour d'honneur de la Wehrmacht, chargée d'expulser les conjurés de la Wehrmacht. Lors de la capitulation, le général Kriebel part en captivité, où il reste jusqu’en 1947.
Karl Kriebel décède le 28 novembre 1961, à Aufkirchen, en Allemagne.

## Commandements
- 1938 – 1939 Commandant de l’École militaire de Dresde
- 1939 – 1940 Commandant de la 56e Division
- 1940 – 1941 Commandant de la 46e Division
- 1942 – 1943 Inspecteur du recrutement à Nuremberg
- 1943 – 1945 Commandant du 7e district militaire

## Distinctions
- Eisernes Kreuz (1914) 2de et 1re classes[4]
- Bayerischer Militärverdienstorden mit Schwertern und mit Krone, 4e classe[4];
- Spange zum Eisernen Kreuz 2e et 1re classes;
- Ritterkreuz des Eisernen Kreuzes le 4 juillet 1940[5]